# القمة الاقتصادية للشرق الأوسط وشمال أفريقيا
أطلقت مُؤْتمرات اَلقِمة الاقْتصاديَّة لِلشَّرْق اَلْأَوسط وَشَمال أفْريقْيَا عامٌّ 1991 فِي مُؤتَمَر مدْريد من اجل تَعزِيز التَّعاون الاقْتصاديِّ والتِّجاريِّ بَيْن دُوَل المنْطقة، وَتحقِيق الاسْتقْرار الاقْتصاديِّ. تَهدِف هَذِه المبادرة إِلى إِعادة تَرتِيب الشَّرْق اَلْأَوسط وَشَمال أفْريقْيَا وَفْق المصالح الأمْريكيَّة والْإسْرائيليَّة، وَتحقِيق تَعاوُن اِقْتصاديٍّ مُتَكامِل مع دُوَل المنْطقة. تَركَّز أَهدَاف هَذِه المؤْتمرات على تَعزِيز التِّجارة والاسْتثْمارات وَتحسِين بِنْيَة التَّحْتيَّة وَتحسِين مُستَوَى المعيشة لِلْمواطنين فِي الدُّول المشاركة. على الرَّغْم مِن ذَلِك، فَإِن أَهدَاف المؤْتمرات الاقْتصاديَّة فِي الشَّرْق اَلْأَوسط وَشَمال أفْريقْيَا قد تَختَلِف مِن وُجهَة نظر الدُّول المشاركة .

## خلفية
وجاءتْ مُؤْتمرات اَلقِمة الاقْتصاديَّة الأرْبعة اَلتِي اِنْعقَدتْ فِي الدَّار البيْضاء ( اَلمغْرِب ) 1994، وَعَمان ( اَلأُردن) 1995، القاهرة ( مِصْر ) 1996، والدَّوْحة ( قطر ) 1997 بِتشْجِيع وَاضِح مِن الولايات المتَّحدة الأمْريكيَّة اَلتِي دعتْ إِلى الاسْتفادة مِن المؤْتمرات الاقْتصاديَّة، مِن أَجْل “ تَرجمَة وُعُود السَّلَام إِلى مَكاسِب حَقيقِية مِن اَلممْكِن أن تَرفَع مُستَوَى المواطن العاديِّ وعن طريق مَنْح الأفْراد والْمجْتمعات جانبًا مِن فَوائِد السَّلَام تُمهِّد اَلطرِيق المصالحة الحقيقيَّة بَيْن الشُّعوب ”.

## علاقة مؤتمر مدريد بالقمة الاقتصادية للشرق الاوسط وشمال افريقيا
عقد المؤْتمر لِبَحث اَلحَل اَلسلْمِي لِلصِّرَاع العرَبيِّ الإسْرائيليِّ، وتحقق ذَلِك مِن خِلَال وَضْع خُطَّة لِإجْرَاء مُفاوضات بَيْن إِسْرائيل وَدوَل الجوَار العربيَّة، مِن أَجْل التَّوَصُّل إِلى حلٍّ سِلْمِي لِلصِّرَاع. وكانتْ نَتِيجَة هذَا المؤْتمر تَوقِيع اِتِّفاقات السَّلَام بَيْن إِسْرائيل وَكُل مِن اَلأُردن ومصْر ولبْنَان وممثِّلي فِلسْطِين، وَذلِك فِي الفتْرة بَيْن 1993 و 1994. وَيعَد مُؤتَمَر مدْريد 1991 إِنْجازًا دوْليًّا كبيرًا، حَيْث تَمكَّن مِن إِنهَاء صِرَاع دام لِعقود، وفتْح الأبْواب أَمَام عَمَليَّة السَّلَام فِي الشَّرْق اَلْأَوسط 

## التحضيرات
تمت التحضيرات لِمؤْتَمر مدْريد 1991 بَعْد سَنَوات مِن اَلجُهود الدِّبْلوماسيَّة والْمفاوضات اَلتِي اِسْتمَرَّتْ عِدَّة سَنَوات. وقد قَامَت الولايات المتَّحدة والاتِّحاد السُّوفْيتيُّ بِدَور حَيوِي فِي تَحرِيك هَذِه المفاوضات. 
  وَفِي عام 1989، أَعلَنك وزير الخارجيَّة الأمْريكيِّ جِيم بيكر عن خُطَّته الشَّاملة لِلسَّلَام فِي الشَّرْق اَلْأَوسط، وَالتِي تَضمنَت إِجرَاء مُفاوضات سَلَام بَيْن إِسْرائيل وَدوَل الجوَار العربيَّة. وقد أَدَّت هَذِه اَلخُطوة إِلى تَحرِيك العمليَّة السِّياسيَّة فِي المنْطقة، وقد بَدأَت المفاوضات الرَّسْميَّة فِي مدْريد فِي أُكتُوبَر 1991، بَعْد أن تمَّ الاتِّفاق على تَفاصِيل المؤْتمر فِي باريس فِي يُولْيو مِن نَفْس اَلْعام.
وقد شَارَك فِي تحْضيرات المؤْتمر الدُّول الرَّاعية لِلسَّلَام فِي الشَّرْق اَلْأَوسط، بِمَا فِي ذَلِك الولايات المتَّحدة والاتِّحاد السُّوفْيتيُّ والْأمم المتَّحدة والاتِّحاد الأوروبِّيُّ، إِضافة إِلى الدُّول العربيَّة الرَّئيسيَّة وإسْرائيل. وقد اِسْتمَرَّتْ التَّحْضيرات لِعدَّة أَشهُر، تمْهيدًا لِانْعقاد المؤْتمر فِي أُكتُوبَر.1991 